# Katharina Gerlach (Tennisspielerin)
Katharina Gerlach (* 19. Februar 1998 in Essen) ist eine deutsche Tennisspielerin.

## Karriere
Gerlach spielt vor allem auf Turnieren der ITF Women’s World Tennis Tour, bei der sie bislang vier Einzel- und sieben Doppeltitel gewann.
Beim Nürnberger Versicherungscup 2014, ihrem ersten Turnier der WTA Tour, erhielt sie eine Wildcard für die Qualifikation; sie bezwang dort zunächst Ana Vrljić, ehe sie in der zweiten Qualifikationsrunde an Tereza Martincová scheiterte.
2015 erhielt Gerlach erstmals eine Wildcard für die Qualifikation zum Porsche Tennis Grand Prix, scheiterte aber dort bereits in der ersten Runde. Auch für den Nürnberger Versicherungscup erhielt sie eine Wildcard für die Qualifikation im Einzel und dem Hauptfeld im Doppel; in beiden Wettbewerben scheiterte sie bereits in der ersten Runde. Bei den Internationalen Württembergischen Meisterschaften um den Stuttgarter Stadtpokal scheiterte sie ebenfalls in der Qualifikation sowie in der ersten Runde im Doppel.
Im September 2016 gelang Gerlach ihr erster Sieg eines ITF Turniers im Einzelwettbewerb in Ricany, nachdem sie bereits beim Braunschweig Women’s Open zusammen mit Katharina Hobgarski ihren ersten ITF Titel im Doppelwettbewerb einfahren konnte.
Im Jahr 2017 erreichte Gerlach in Hammamet, Tunesien, das Finale, in dem sie Cristina Dinu mit 2:6, 1:6 unterlag. Es folgten Turniersiege bei den ITF Turnieren der Kategorie $15.000, in Kaltenkirchen und Badenweiler. Im Doppel gelang ihr zusammen mit Julia Wachaczyk der Sieg beim $60.000 Turnier in Versmold. 2018 bezwang Katharina Gerlach im Finale in Horb Katarzyna Piter mit 4:6, 6:3, 7:6 und siegte erstmals im Einzelwettbewerb eines ITF Turniers der Kategorie $25.000.

### Deutscher Tennis Bund
In der deutschen Bundesliga spielte sie 2013 und 2014 für den Rochusclub Düsseldorf. Ende 2014 wechselte Gerlach zum THC im Vfl Bochum. Aktuell spielt sie für den TP Versmold in der 2. Bundesliga Nord.
Katharina Gerlach ist Mitglied des Porsche Talentteams des DTB.

## Erfolge

### Einzel

#### Turniersiege
| Nr. | Datum              | Turnier        | Kategorie   | Belag | Finalgegnerin       | Ergebnis       |
| --- | ------------------ | -------------- | ----------- | ----- | ------------------- | -------------- |
| 1.  | 18. September 2016 | Říčany         | ITF $10.000 | Sand  | Miriam Kolodziejová | 7:5, 6:2       |
| 2.  | 25. Juni 2017      | Kaltenkirchen  | ITF $15.000 | Sand  | Magali Kempen       | 6:4, 7:62      |
| 3.  | 10. September 2017 | Badenweiler    | ITF $15.000 | Sand  | Priscilla Heise     | 6:4, 2:6, 6:4  |
| 4.  | 29. Juli 2018      | Horb am Neckar | ITF $25.000 | Sand  | Katarzyna Piter     | 4:6, 6:3, 7:64 |

### Doppel

#### Turniersiege
| Nr. | Datum            | Turnier              | Kategorie   | Belag | Partnerin           | Finalgegnerinnen                        | Ergebnis         |
| --- | ---------------- | -------------------- | ----------- | ----- | ------------------- | --------------------------------------- | ---------------- |
| 1.  | 18. Juni 2016    | Braunschweig         | ITF $25.000 | Sand  | Katharina Hobgarski | Anita Husarić Nina Stojanović           | 6:4, 6:3         |
| 2.  | 24. Februar 2017 | Palmanova (Mallorca) | ITF $15.000 | Sand  | Katharina Hobgarski | Yvonne Cavallé Reimers Olga Sáez Larra  | 6:4, 6:4         |
| 3.  | 15. Juli 2017    | Versmold             | ITF $60.000 | Sand  | Julia Wachaczyk     | Misa Eguchi Akiko Omae                  | 4:6, 6:1, [10:7] |
| 4.  | 16. Juni 2018    | Essen                | ITF $25.000 | Sand  | Julia Wachaczyk     | Diāna Marcinkēviča Chanel Simmonds      | 6:4, 2:6, [10:6] |
| 5.  | 23. Juni 2018    | Kaltenkirchen        | ITF $15.000 | Sand  | Anna Gabric         | Vlada Ekshibarova Swjatlana Piraschenka | 6:2, 5:7, [10:8] |
| 6.  | 28. Juli 2019    | Horb am Neckar       | ITF W25     | Sand  | Julia Wachaczyk     | Albina Xabibulina Sofia Shapatava       | 6:1, 6:3         |
| 7.  | 23. Oktober 2021 | Rio do Sul           | ITF W25     | Sand  | Daniela Seguel      | Bárbara Gatica Rebeca Pereira           | 7:68, 6:3        |

## Weltranglistenpositionen am Saisonende
| Jahr   | 2014 | 2015 | 2016 | 2017 | 2018 | 2019 | 2020 |
| ------ | ---- | ---- | ---- | ---- | ---- | ---- | ---- |
| Einzel | 725  | 882  | 599  | 385  | 355  | 244  | 245  |
| Doppel | 690  | 1191 | 448  | 388  | 293  | 374  | 385  |